# Rada pracowników
Rada pracowników – rodzaj organu reprezentacji pracowniczej ustanowiony przez ustawę z dnia 7 kwietnia 2006 r. o informowaniu pracowników i przeprowadzaniu z nimi konsultacji (Dz.U. z 2006 r. nr 79, poz. 550), która w założeniu ma wdrożyć w Polsce dyrektywę Parlamentu Europejskiego i Rady 2002/14/WE z dnia 11 marca 2002 r. ustanawiającą ogólne ramowe warunki informowania i przeprowadzania konsultacji z pracownikami we Wspólnocie Europejskiej (Dz. Urz. WE L 80 z 23.03.2002; Dz. Urz. UE Polskie wydanie specjalne, rozdz. 05, t. 4, str. 219).

## Geneza
W momencie implementacji dyrektywy europejskiej Polska miała już pewne tradycje, jeśli chodzi o funkcjonowanie przedstawicielstw pracowników. Pierwszym aktem wprowadzającym taką instytucję był dekret z dnia 6 lutego 1945 r. o utworzeniu Rad Zakładowych. Ciała te stały się w praktyce narzędziem państwa komunistycznego służącym utrzymaniu kursu scentralizowanej gospodarki planowej i kontrolowaniu poczynań pracowników, gdyż zgodnie z art. 3 dekretu – obok dbania o „zastępstwo interesów zawodowych” – zajmowały się też „czuwaniem nad wzmożeniem i ulepszeniem produkcji zakładu pracy zgodnie z ogólnymi wytycznymi polityki gospodarczej państwa.” Na mocy dekretu z dnia 16 stycznia 1947 r. o zmianie dekretu z dnia 6 lutego 1945 r. o utworzeniu Rad Zakładowych przedstawicielstwa te uzyskały status organów związków zawodowych i – wobec całkowitego uzależnienia tych ostatnich w 1949 r. od państwa – utraciły dużo ze swojego znaczenia jako niezależna reprezentacja pracownicza, choć funkcjonowały jeszcze do 1980 r.
Odmienny nieco charakter miały rady robotnicze tworzone w fabrykach spontanicznie w toku wydarzeń października 1956 r. Tym razem robotnicy, a wraz z nimi intelektualiści skupieni wokół tygodnika Po prostu, żądali bezpośredniego wpływu załóg przedsiębiorstw na zarządzanie zakładem pracy, co miało być lekiem na podstawowe bolączki gospodarki sterowanej, tj. wyśrubowane odgórne plany i wiążące dla załogi wskaźniki produkcyjne, często niemożliwe do spełnienia mimo nakładania na pracujących coraz ostrzejszych norm pracy.
Pod społeczną presją rady zostały usankcjonowane w ustawie z dnia 19 listopada 1956 r. o radach robotniczych. Już dwa lata później została ona uchylona przez ustawą z dnia 20 grudnia 1958 r. o samorządzie robotniczym, ustanawiającą tzw. konferencję samorządu robotniczego, gdzie podstawowe znaczenie zyskały zakładowe organizacje partyjne, co umożliwiło władzom faktyczne ubezwłasnowolnienie rad.
Idea autentycznego uczestnictwa robotników w zarządzaniu ich zakładem pracy i upodmiotowienia załóg okazała się jednak na tyle żywa, że postulat zgłoszony ponownie na fali wydarzeń 1980 r. zrealizowano rok później w ustawie z dnia 25 września 1981 r. o samorządzie załogi przedsiębiorstwa państwowego. Od tej pory w przedsiębiorstwach państwowych istniała wybieralna rada pracownicza oraz ogólne zebranie pracowników – organy, które otrzymały szerokie uprawnienia w zakresie kontroli działalności przedsiębiorstwa oraz dyrektora. Samorząd załogi odegrał poważną rolę w przygotowaniu przemian ustrojowych w 1989 roku, ale po zaprowadzeniu ustroju społecznej gospodarki rynkowej, w wyniku systematycznej prywatyzacji przedsiębiorstw państwowych utracił swoją pozycję i w ramach nowego ustroju gospodarczego został uznany za relikt gospodarki planowej. Uzasadnieniem tej krytyki była niejednokrotnie roszczeniowa postawa samorządu w wielu przedsiębiorstwach, dbającego przede wszystkim o wysokie uposażenia pracowników, co uniemożliwiało racjonalizowanie i przystosowywanie gospodarki przedsiębiorstw do warunków panujących w gospodarce rynkowej i w rezultacie przyczyniało się do ich upadku i innych poważnych problemów ekonomicznych.
Po transformacji ustroju gospodarczo-politycznego Polski powstały w końcu wolne związki zawodowe i właśnie tym organizacjom przyznano na mocy ustawy z 1991 r. oraz odpowiednich przepisów kodeksu pracy monopol w zakresie reprezentacji pracowniczej (m.in. kontrola wypowiedzenia i rozwiązania stosunku pracy, współudział przy tworzeniu regulaminu pracy, zawieranie porozumień z pracodawcą o sposobie przeprowadzenia zwolnień grupowych i kryteriach doboru osób zwalnianych).

## Kształt instytucji według ustawy z dnia 7 kwietnia 2006 r.

### Obowiązek tworzenia rad
Rady pracowników powinny być tworzone u pracodawców, którzy prowadzą działalność gospodarczą i zatrudniają co najmniej 50 pracowników, z tym że w okresie przejściowym do 23 marca 2008 r. obowiązek ten ciążył tylko na tych, którzy zatrudniają co najmniej 100 pracowników.
Obowiązek tworzenia rad nie dotyczy pracodawców publicznych: urzędów, szkół, służb mundurowych, sądów itp., a także przedsiębiorstw państwowych, mieszanych i państwowych instytucji filmowych, w których istnieją organy o podobnym charakterze, a których omawiana ustawa nie uchyliła.
Ponadto pracodawcy objęci zakresem ustawy mogą uniknąć tworzenia rady, jeżeli przed jej wejściem w życie (a więc najpóźniej 24 maja 2006 r.) zawrą z przedstawicielami pracowników porozumienie gwarantujące warunki informowania i konsultowania pracowników na poziomie przynajmniej równym temu zagwarantowanemu w ustawie.

### Wielkość rady
Wielkość gremium zależy od liczby osób zatrudnionych przez pracodawcę. Zgodnie z ustawą rada składa się z:
- 3 pracowników – u pracodawcy zatrudniającego od 50 do 250 osób;
- 5 pracowników – u pracodawcy zatrudniającego od 251 do 500 osób;
- 7 pracowników – u pracodawcy zatrudniającego ponad 500 osób; Rada pracowników może ustalić z pracodawcą inną ilość niż domyślnie proponowana w ustawie, jednak nie mniejszą niż 3 członków rady pracowników.  Zawsze każda organizacja związkowa działająca u pracodawcy ma prawo wyboru przynajmniej jednego członka rady. W przypadku gdy u pracodawcy działa liczba organizacji związkowych większa niż ilość członków rady, wymagane jest zwiększenie liczebności rady do ilości równej liczba organizacji związkowych zaś każda organizacja wybiera wówczas dokładnie jednego członka rady.

### Wybory do rady
Prawo do oddania głosu w wyborach do rady mają wszyscy pracownicy z wyjątkiem młodocianych. Kandydatem na członka rady może być każdy pracownik, który pracował u danego pracodawcy przynajmniej przez rok lub – jeżeli pracodawca działa krócej – przez ten krótszy okres. Do okresu pracy zalicza się też poprzednie okresy zatrudnienia, we wszystkich przypadkach, w których nowy pracodawca stał się stroną w dotychczasowych stosunkach pracy (np. w wyniku przejęcia pracodawcy na podst. art. 231 kp.
Kandydować nie mogą pracownicy będący faktycznymi reprezentantami pracodawcy – kierownicy zakładów pracy i ich zastępcy, członkowie organu zarządzającego, główni księgowi oraz zatrudnieni jako radcy prawni, a także pracownicy młodociani.

### Stosunki rady z pracodawcą
Zasadnicze kwestie formalne z zakresu wzajemnych stosunków obu stron reguluje ich autonomiczne porozumienie. Należy w nim przede wszystkim ustalić zasady oraz tryb informowania i konsultowania rady, a ponadto sposób rozstrzygania kwestii spornych (w grę wchodzi m.in. decyzja komisji rozjemczej obsadzonej parytetowo przez przedstawicieli obu stron czy rozstrzygnięcie niezależnego mediatora, kombinacja tych dwóch metod) oraz zasady ponoszenia niektórych kosztów (por. dokładnie art. 5 ust. 1 pkt 3 i 4).
Porozumienie może też zawierać fakultatywne postanowienia dotyczące ustalenia innej (mniejszej lub większej) liczby członków rady od tej wymaganej przez ustawę dla pracodawcy danej wielkości, jednak nie mniejszej niż trzy.

### Obowiązek informowania i konsultowania rady
Pracodawca informuje radę o:
- działalności i sytuacji ekonomicznej przedsiębiorstwa oraz przewidywanych w tym zakresie zmianach;
- stanie, strukturze i przewidywanych zmianach zatrudnienia oraz działaniach mających na celu utrzymanie jego poziomu;
- działaniach, które mogą powodować istotne zmiany w organizacji pracy lub podstawach zatrudnienia.

Natomiast obowiązek konsultacji dotyczy tylko stanu, struktury, przewidywanych zmian w zakresie zatrudnienia, jego podstaw oraz organizacji pracy, nie dotyczy działalności i sytuacji ekonomicznej przedsiębiorstwa.